# Enumeració (llista)
Per al recurs literari, vegeu Enumeració.
En matemàtica i informàtica teòrica, la definició més àmplia i més abstracta d'una enumeració d'un conjunt és un llistat exacte de tots els seus elements (tal vegada amb repetició). Les restriccions imposades al tipus de llistat usat depèn de la branca de la matemàtica i el context en el qual es treballa. Específicament, la noció d'enumeració conté els dos tipus diferents de llistat: un on hi ha una ordenació natural i un on l'ordenació és més difusa. Aquestes dues classes diferents d'enumeració corresponen al procediment per llistar tots els membres d'un conjunt en una successió definida, o un conteo d'elements d'una classe. Mentre aquestes dues classes d'enumeració usualment se superposen en la situacions més naturals, poden tenir significats molt diferents en certs contextos.